# Xã Austin, Quận Mountrail, Bắc Dakota
Xã Austin (tiếng Anh: Austin Township) là một xã thuộc quận Mountrail, tiểu bang Bắc Dakota, Hoa Kỳ. Năm 2010, dân số của xã này là 37 người.